# Hadza jezik
Hadza jezik (hadzabi, hadzapi, hatsa, kangeju, kindiga, “tindiga”, wakindiga; ISO 639-3: hts), jezik nomadskog lovačko-sakupljačkog plemena Hadzapi ili Kindiga, kojim govori 800 ljudi (2000 M. Brenzinger) u tanzanijskim regijama Singida, Manyara i Shinyanga.
Pripada posebnoj skupini (hatsa) jezične porodice kojsan, čiji je jedini predstavnik.

## Vanjske poveznice
- Ethnologue (14th)
- Ethnologue (15th)